# Jones Chilengi
Jones Chilengi (Rodesia del Norte, 30 de enero de 1955-Hwange, Zimbabue, 9 de abril de 1999) fue un futbolista y entrenador de fútbol de Zimbabue que jugó en la posición de defensa.

## Carrera

### Club
Jugó toda su carrera con el Green Buffaloes de 1975 a 1987, con el que fue campeón nacional en cuatro ocasiones y ganó cinco copas desafío.

### Selección nacional
Jugó para Zambia en 108 ocasiones de 1983 a 1993 y anotó un gol; participó en dos ediciones de la Copa Africana de Naciones y ganó la Copa CECAFA 1984.

### Entrenador
| Periodo   | Club                  |
| --------- | --------------------- |
| 1988      | Nitrogen Chemicals FC |
| 1989–1991 | Ndola United FC       |
| 1992–1995 | Zamsure FC            |
| 1996–1999 | Hwange FC             |

## Muerte
Chilengi cuando estaba como entrenador del Hwange enfermó y luego murió el 9 de abril de 1999 de un choque hemorrágico en Hwange. Le sobrevivieron su esposa Anne y cuatro hijos.

## Logros

### Club
- Primera División de Zambia (4): 1975, 1977, 1979, 1981
- Copa Desafío de Zambia (5): 1975, 1977, 1979, 1981, 1985

### Selección nacional
- Copa CECAFA (1): 1984